# Ceraesignum
Ceraesignum is een geslacht van weekdieren uit de klasse van de Gastropoda (slakken).

## Soorten
- Ceraesignum maximum (G.B. Sowerby I, 1825)
- Ceraesignum robinsoncrusoei Golding, Bieler, Rawlings & Collins, 2014